# Dolgo Brdo pri Mlinšah
Dolgo Brdo pri Mlinšah je naselje v Občini Zagorje ob Savi.